# Tramway d'Aubagne
Le tramway d'Aubagne est une ligne de tramway française à Aubagne.
La ligne, d'une longueur de 2,8 km, est dénommée « ligne T » et inaugurée le 1er septembre 2014. Comme pour l'ensemble du réseau des Lignes de l'agglo, son usage est gratuit pour les voyageurs. Depuis le 27 août 2017, l'exploitation et la maintenance du tramway d'Aubagne est confiée à la Régie des transports métropolitains (RTM) via sa filiale Transport du Pays de l'Étoile. Elle est la ligne de tramway la plus courte de France[réf. nécessaire], cependant, elle perdra son titre lors de la mise en service de l'extension vers La Bouilladisse prévue pour fin 2025.

## Ancien réseau (1904-1958)

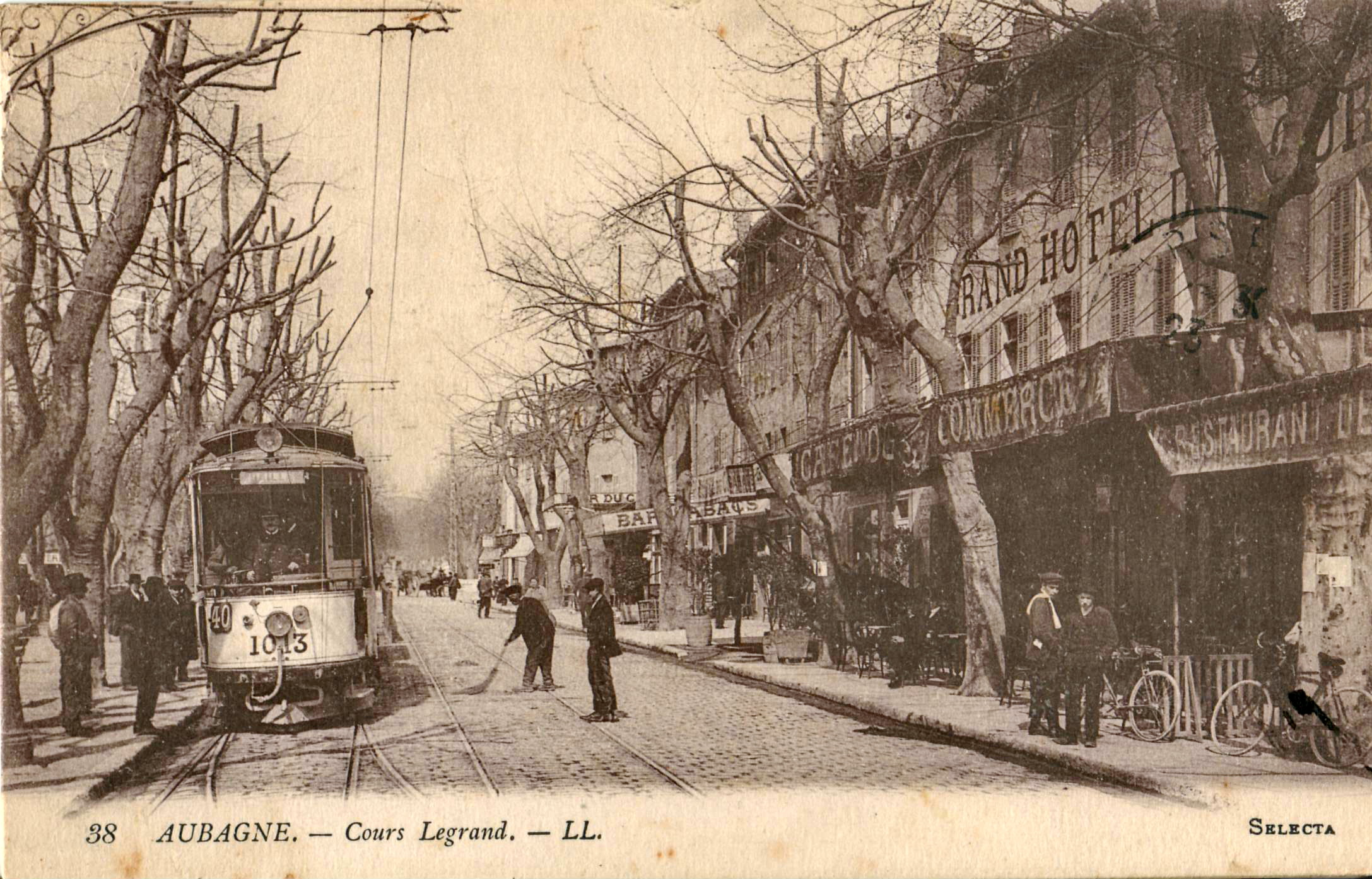
La ligne 40 à Aubagne, cours du Maréchal-Foch, vers 1917.

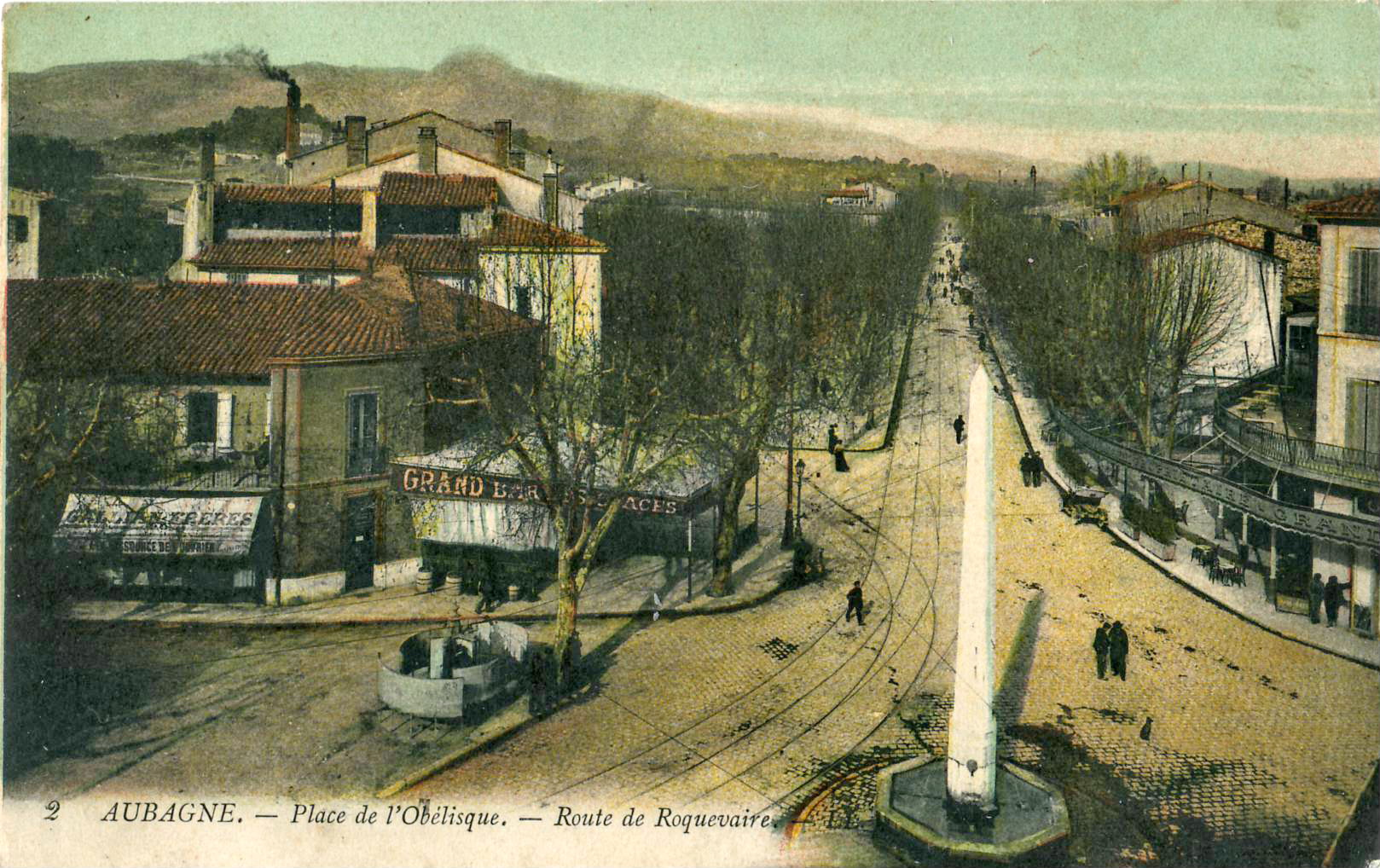
Bifurcation des deux lignes de tramways à l'Obélisque.

Une convention du 23 février 1904, validée par décret du 26 mars 1904, autorise la Compagnie générale française de tramways (CGFT) — qui exploite du réseau de tramway de Marseille — à construire une ligne de Saint-Marcel à Aubagne à la condition que les départs aient lieu de la place Saint-Ferréol. Cette ligne est mise en service le 10 janvier 1905 avec le numéro 39. Elle est à l'origine à voie unique dès la sortie de Marseille (elle est doublée entre 1926 et 1930) et installée sur un trottoir en bordure de la route nationale. Le terminus d'Aubagne est alors situé cours Legrand (actuel cours Maréchal-Foch) d'où une voie mène jusqu'au dépôt situé à l'entrée de la « petite route » d'Aubagne à Marseille (actuelle RD2).

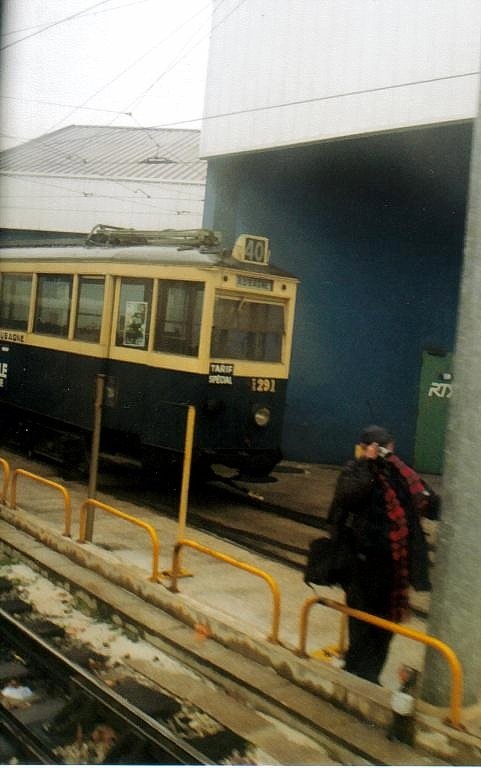
Motrice à bogies utilisé sur la ligne 40.

Le 10 juin 1905, la ligne numéro 40 est créée entre la gare Noailles et Aubagne, utilisant la ligne de l'Est jusqu'à Saint-Pierre puis la ligne de la Pomme (« ligne Cayol », prolongée vers les Camoins en 1907) puis enfin un bref raccordement à la ligne précédente par l'actuel boulevard Heckel. Les départs ont alors lieu alternativement sur l'une et l'autre ligne avec un départ toutes les 30 ou 40 minutes. Les usagers préférant le nouvel itinéraire, plus rapide, la ligne 40 voit sa desserte renforcée et la ligne 39 est limitée au trajet Préfecture-La Penne-sur-Huveaune à partir du 3 mai 1909.
Les rames de la ligne 40 comportent deux remorques dont une est détachée à la Penne-sur-Huveaune et reprise au retour. En 1928 sont mises en service des rames réversibles composées d'une motrice et une remorque ou de deux motrices encadrant une remorque. Ces rames « Pullman » sont remplacées en 1937 par des rames à bogies, à leur tour modernisées à partir de 1944.
À partir du 9 novembre 1950, la desserte est partagée entre les tramways et des autobus qui relient la gare Noailles à Saint-Pierre par le cours Lieutaud, le boulevard Baille et le chemin de Saint-Pierre (actuelle rue Saint-Pierre) et poursuivent en parallèle à la voie du tram. Les tramways sont réservés aux heures de pointe. Le 23 juin 1958, les derniers tramways sont supprimés entre Saint-Pierre et Aubagne. La ligne d'Aubagne a ainsi vécu 53 ans. La « ligne de l'Est » primitive, devenue 68, lui survivra plus de 45 ans.

## Naissance du nouveau réseau

### Chronologie
- Juillet 2006 : adoption du Plan de déplacements urbains par le SITCA (Syndicat mixte des transports des cantons d’Aubagne et de Roquevaire) ;
- 15 mai 2009 : mise en place de la gratuité des transports sur le réseau des transports en commun d'Aubagne ;
- Septembre 2009 : lancement de la concertation préalable sur le projet de Transport en Commun en Site Propre ;
- 1er janvier 2010 : Augmentation du versement transport de 1,05 % à 1,80 %[3]
- Décembre 2009 : bilan de la concertation préalable et validation du projet de référence : tramway fer sur l’axe Est-Ouest de la ville d’Aubagne le long de la RD8 et son mode de financement ;
- 18 juin - 2 juillet 2012 : enquêtes publiques
- Septembre 2012 : Avis favorable de la commission d'enquête
- 1er février 2013 : Déclaration d'utilité publique
- 2013 : Lancement des travaux
- 2014 : ouverture de la ligne T

### Pourquoi la ligne T
Les objectifs de ce nouveau réseau tels que décrits dans le dossier d'enquête publique sont notamment le désenclavement des quartiers politique de la ville d'Aubagne (centre ancien, Charrel, Tourtelle et Gantaume), la baisse de l'utilisation de la voiture et, à terme, la connexion des réseaux d'Aubagne et de Marseille via La Penne-sur-Huveaune.

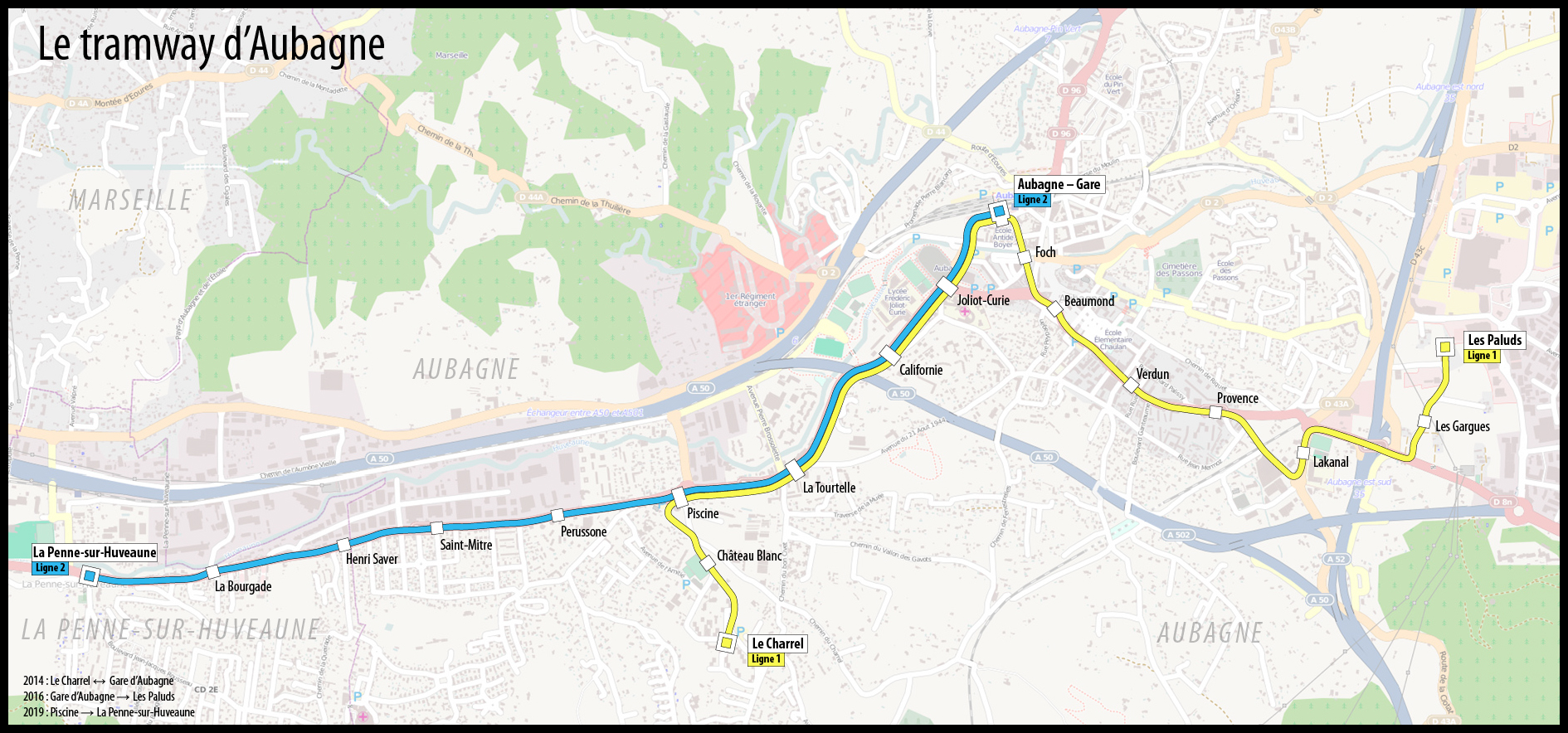
Les deux lignes du réseau initialement prévu.

À l'origine, le projet envisage la création de deux lignes : une ligne reliant la Charrel, côté ouest, aux Gargues, côté est, via la gare SNCF, et une ligne reliant Aubagne-gare à la Penne-sur-Huveaune, en attendant un éventuel raccordement avec le tramway de Marseille. Ainsi défini, le réseau relie ses principaux pôles économiques ainsi que les zones d’habitat dense. Il regroupe plus de 30 000 habitants à proximité du tracé de l'ancienne RN8, soit près d’un tiers de la population de la communauté d'agglomération, plus de 9 000 emplois et les établissements scolaires qui s'y trouvent assurent la formation de 3 500 collégiens et lycéens, soit 71 % de ses effectifs scolaires secondaires. La plupart des équipements publics d'Aubagne sont situés à proximité du réseau ainsi que ses deux secteurs de développement majeurs, que sont la future ZAC des Gargues et la friche Rousselot.
Au moment des études du projet, 60 % des habitants de la communauté d'agglomération transite sur cet axe, principalement en voiture ou en utilisant la principale ligne de bus de l'agglomération.
Le coût d'investissement est évalué, dans le dossier d'enquête publique, et aux conditions économiques de 2011, à 166,5 millions d'euros, auquel se rajoute un million de surcoût annuel d'exploitation par rapport à celui du réseau de bus. La réalisation du réseau doit permettre des économies pour la collectivité, valorisées à 8,1 millions d'euros par an à l'échéance 2019 (aux conditions économiques de 2011).
L'enquête publique se déroule du 18 juin au 2 juillet 2012 : 1300 personnes la consultent et 1020 observations sont recueillies dont 702 favorables (69 %), 314 défavorables (31 %) et 4 avis partagés. Les principales préoccupations constatées ont été relatives au coût du projet, ses effets sur les budgets et les impôts. La commission d'enquête émet un avis favorable en septembre 2012.
Toutefois, après l'enquête publique, la déclaration d'utilité publique tarde à être signée et les élus communautaires estiment que ce retard pourrait être lié au refus de la communauté d'agglomération de s'inscrire dans le processus de création d'une métropole à l'échelle de l'agglomération marseillaise, . La déclaration d'utilité publique est finalement signée le 1er février 2013 mais est contestée par l'opposition locale.
Les travaux sont lancés en 2013 et une première section de ligne est mise en service le 1er septembre 2014, en tant que ligne T,entre le Charrel et la gare. Toutefois, le 14 avril 2014, la droite remporte les élections municipales et devient majoritaire au sein de la communauté d'agglomération. La nouvelle majorité décide alors d'annuler le prolongement de la ligne T (qui aurait desservi le collège Lakanal, l'esplanade Charles-de-Gaulle, la rue de la République et le quartier des Gargues) et la construction de la seconde ligne, conformément à son programme. Le « réseau » d'Aubagne reste (provisoirement) réduit à la seule ligne T.

## La ligne T

### Tracé
La ligne T relie le quartier prioritaire du Charrel à la gare SNCF. Elle dessert la plupart des endroits les plus fréquentés de la ville, tels que la piscine Alain-Bernard, le collège Lou Garlaban, le stade de Lattre-de-Tassigny et le lycée Joliot-Curie.

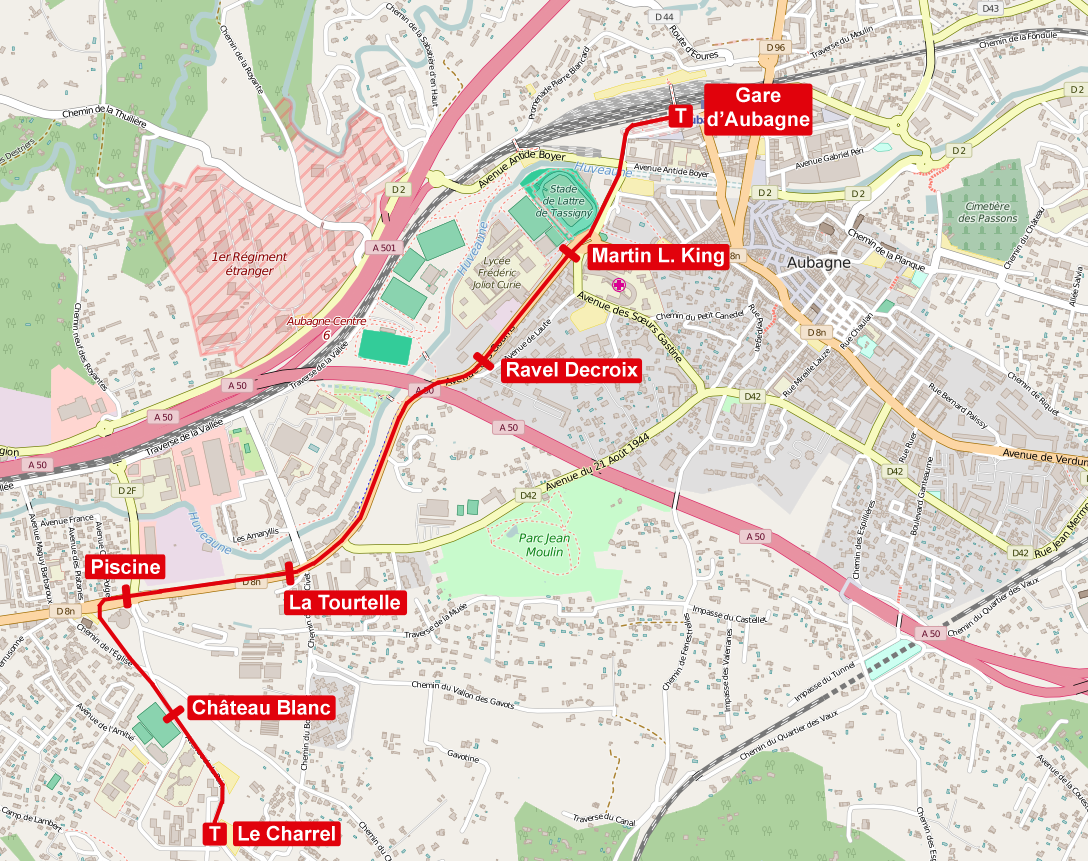
Plan du tramway d'Aubagne.

| uKBHFa |

| uÜSTr |

| uBHF |

| uBHF |

| uBHF |

| uKDSTaq | uABZgr+r |  |

| uÜSTl |

| uBHF |

| uBHF |

| uKMW |

| uKBHFe |

### Stations

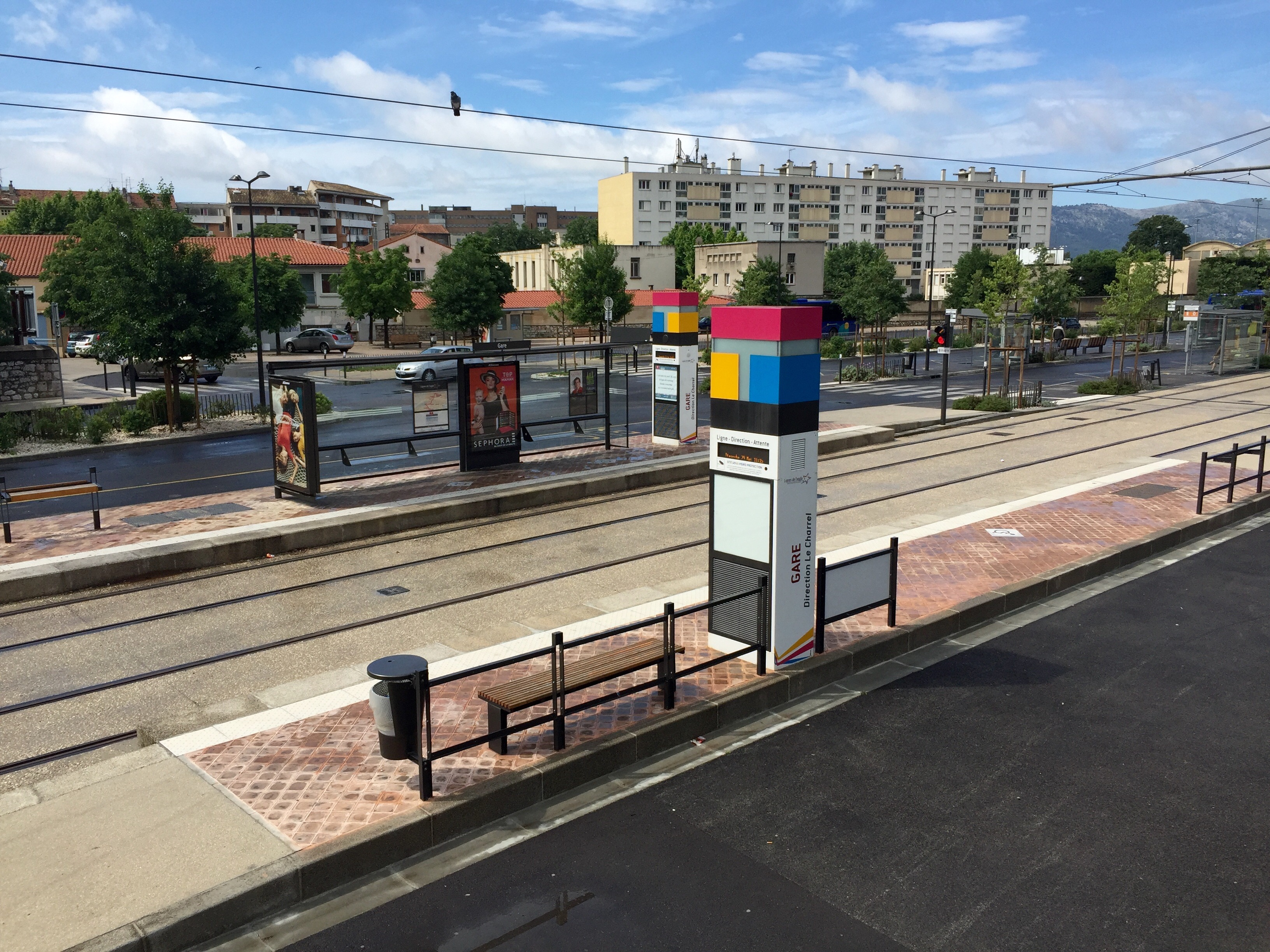
Terminus Gare.

|  |   |  | Stations                                 | Lat./Long.                  | Communes | Correspondances                                                                  |
|  | - |  | ---------------------------------------- | --------------------------- | -------- | -------------------------------------------------------------------------------- |
|  | ● |  | Gare                                     | 43° 17′ 45″ N, 5° 33′ 57″ E | Aubagne  | Bus : 1 2 4 5 7 8 9 10 11 12 13 14 S 16 20S Aubaline Autocars : 68 69 72 100 240 |
|  | • |  | Martin Luther King                       | 43° 17′ 35″ N, 5° 33′ 46″ E | Aubagne  | Bus : 3 11 Autocars : 240                                                        |
|  | • |  | Ravel Decroix                            | 43° 17′ 26″ N, 5° 33′ 36″ E | Aubagne  | Autocars : 240                                                                   |
|  | • |  | La Tourtelle                             | 43° 17′ 08″ N, 5° 33′ 16″ E | Aubagne  | Autocars : 240                                                                   |
|  | • |  | Piscine Alain Bernard - Oasis du Charrel | 43° 17′ 05″ N, 5° 32′ 53″ E | Aubagne  | Bus : 6 Autocars : 240                                                           |
|  | • |  | Château Blanc                            | 43° 16′ 54″ N, 5° 33′ 00″ E | Aubagne  |                                                                                  |
|  | ● |  | Colette Molina - Le Charrel              | 43° 16′ 45″ N, 5° 33′ 04″ E | Aubagne  |                                                                                  |

### Trafic
Une rame circule toutes les 10 minutes du lundi au samedi de 5h35 à 21h05. Le tramway est remplacé par une ligne de bus le dimanche et les jours fériés. Le temps de trajet est de 8 à 10 minutes entre la gare et Le Charrel. 4 821 000 voyages ont été effectués sur la ligne en 2014.

### Matériel roulant

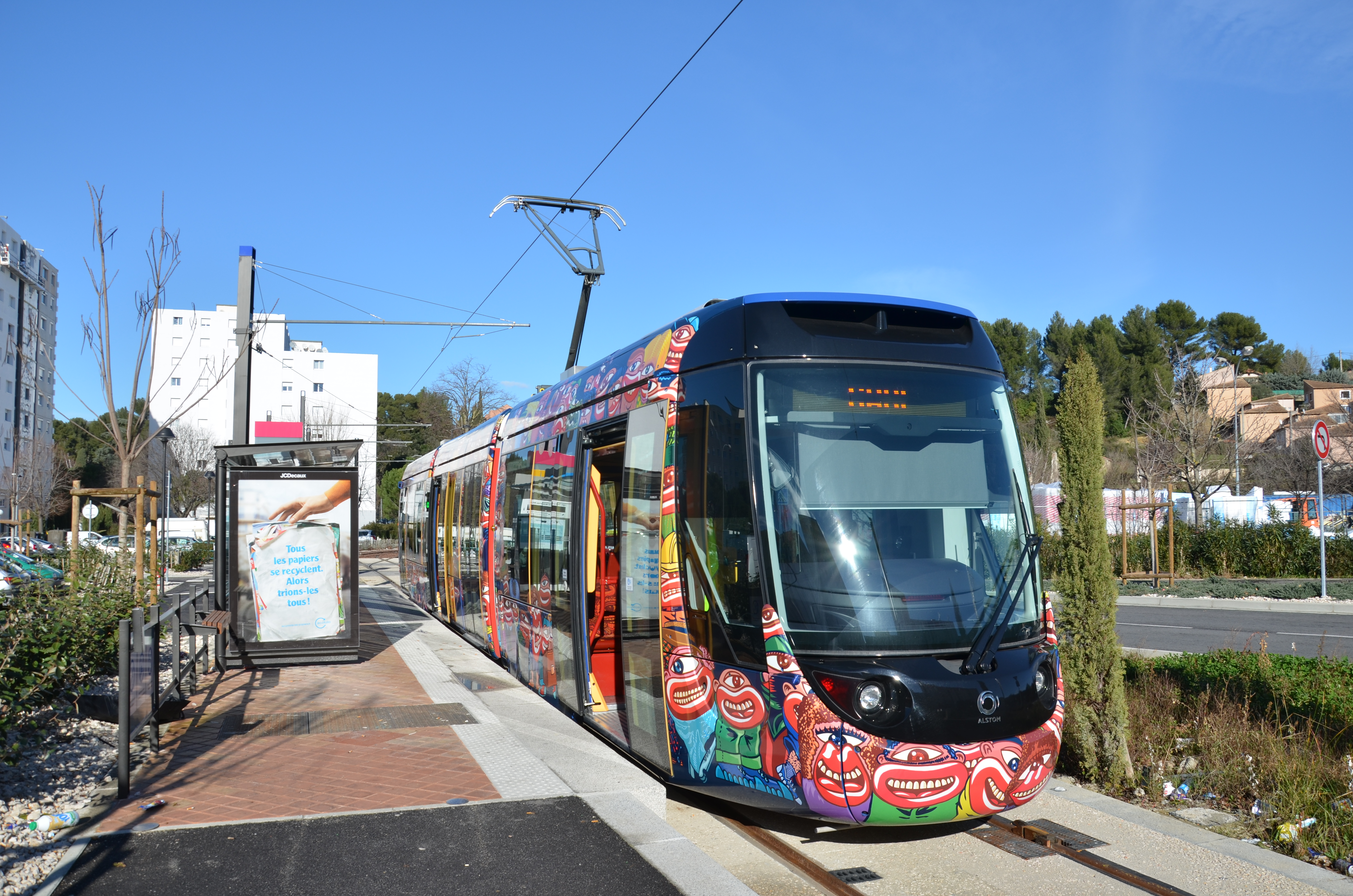
Le tramway d'Aubagne, au terminus Colette Molina - Le Charrel.

Le 5 octobre 2011, le Citadis Compact est choisi pour équiper la première phase. Ce matériel, constitué de deux caisses motrices avec cabine de conduite, reliées par une caisse suspendue et à plancher bas intégral, est plus court et moins cher qu'un tramway classique. En effet, il est long de 22 mètres contre 32 pour un Citadis 302. Huit Citadis ont été commandés, avec une option pour 5 à 10 rames supplémentaires, soit un contrat de près de 14 millions d’euros, , . Ce matériel a été construit dans les usines Alstom de Valenciennes, La Rochelle, Ornans, Le Creusot, Tarbes et Villeurbanne.

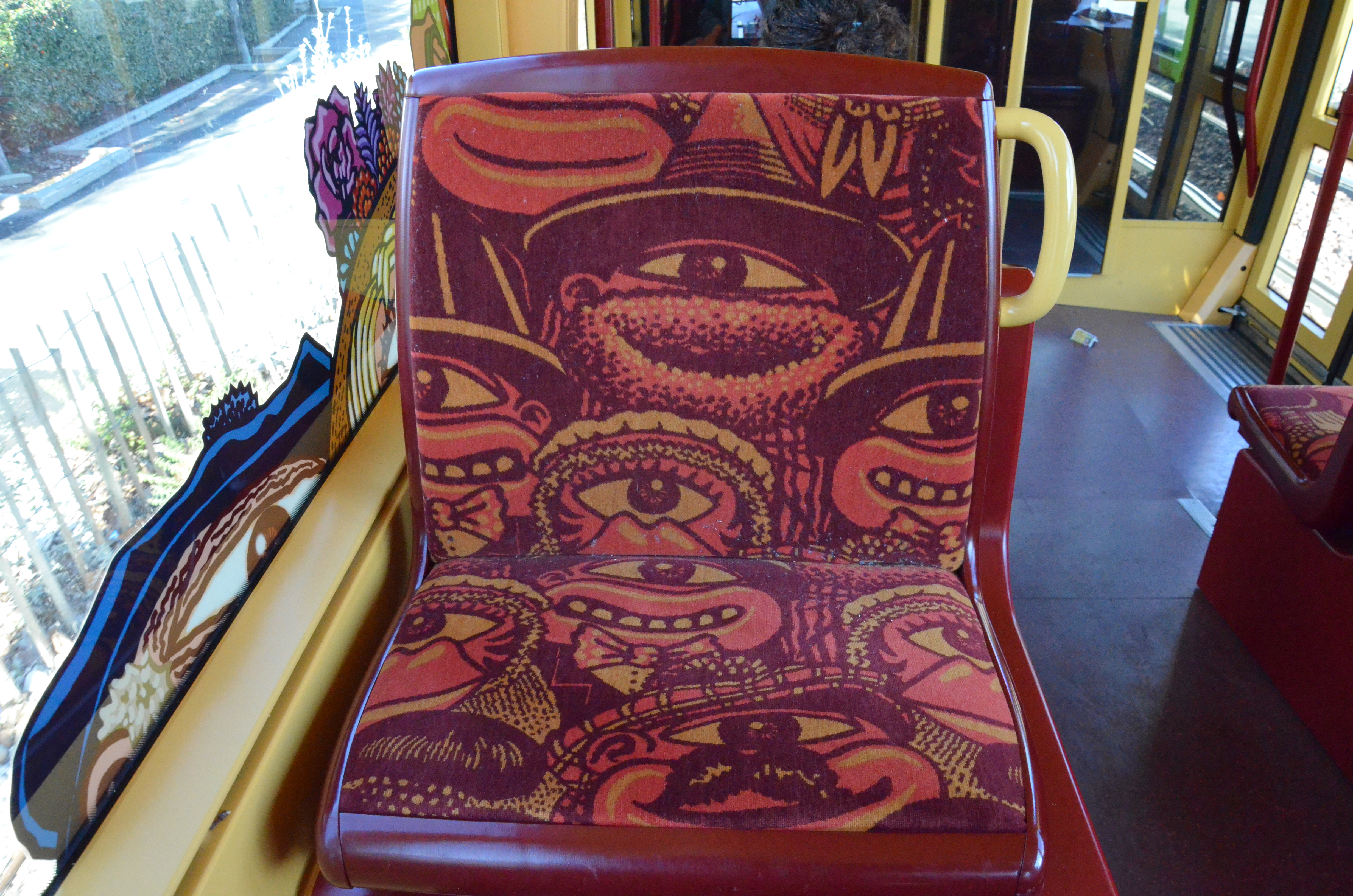
Habillage des sièges du tramway d'Aubagne.

Ses caractéristiques sont les suivantes : 
| Longueur d'une rame                         | 22,04 m.                               |
| Largeur extérieure                          | 2,400 m.                               |
| Largeur intérieure                          | 2,240 m.                               |
| Hauteur hors tout :                         |                                        |
| • avec pantographe replié                   | 3,458 m. env.                          |
| • hors pantographe                          | 3,280 m. env.                          |
| Hauteur de la ligne de contact              | mini : 3,600 m. / maxi : 6,500 m.      |
| Hauteur du plancher                         | 0,360 m.                               |
| Hauteur intérieure de la rame               | mini : 2,023 m.                        |
| Hauteur des portes d’accès                  | 2,070 m.                               |
| Largeur de passage libre des portes doubles | 1,300 m.                               |
| Distance entre centre des bogies            | 11,143 m.                              |
| Poids à vide d'une rame                     | 30,015 T en ordre de marche ± 5 %      |
| Nombre de passagers assis                   | 35                                     |
| Nombre de passagers debout (maxi)           | 90 (à 4 voy./m²) à 136 (à 6 voy./m²).  |
| Nombre maxi de passagers                    | 125 (à 4 voy./m²) à 171 (à 6 voy./m²). |

Les rames ont été « habillées » par Hervé Di Rosa.
La mise en service a lieu en septembre 2014.

## Tarification
Le tramway est entièrement gratuit comme le réseau de bus depuis le 15 mai 2009, ce qui est une première mondiale.

## Val'tram

Le réseau du tramway d'Aubagne.

Val'Tram est le nom de la ligne de tram-train en cours d'achèvement entre la gare d'Aubagne et la Bouilladisse, à 14 kilomètres de la ville d'Aubagne, avec 11 stations intermédiaires. Son originalité consiste en la réutilisation, dès la sortie de la ville d'Aubagne, de la plateforme, conservée jusqu'à la Bouilladisse, de l'ancienne ligne de chemin de fer d'Aubagne à Fuveau - la Barque, dite « voie de Valdonne ». Il est construit sous la maîtrise d'ouvrage de la métropole d'Aix-Marseille-Provence. La réalisation de la section urbaine a nécessité la construction d’un nouveau pont sur l’Huveaune, débutée fin 2023, et livré en 2025,, après une enquête publique qui s'est déroulé du 15 mai au 20 juin 2023.
Le temps de parcours sur la totalité du projet sera de 25 minutes, avec 7 rames en circulation et une amplitude horaire de 6 h à 21 h. La vitesse moyenne sera de 50 km/h, avec des pointes à 70 km/h.
Le Val'Tram sera mis en service fin 2025. Il est destiné à offrir de nouvelles options de déplacements à 60 000 personnes en offrant un temps de transport très réduit par rapport à celui des automobilistes qui empruntent l'axe La Bouilladisse-Aubagne qui, avec 18 000 véhicules par jour, est particulièrement engorgé aux heures de pointe.
Ligne Val'tram:
|  |   |  | Stations              | Communes        | Correspondances | Coordonnées                 |
|  | - |  | --------------------- | --------------- | --------------- | --------------------------- |
|  | ■ |  | Aubagne Gare          | Aubagne         | - SNCF          | 43° 17′ 45″ N, 5° 33′ 57″ E |
|  | • |  | Centre-Ville Voltaire | Aubagne         |                 | 43° 17′ 39″ N, 5° 34′ 08″ E |
|  | • |  | Les Défensions        | Aubagne         |                 | 43° 17′ 43″ N, 5° 34′ 22″ E |
|  | • |  | Campagne Valérie      | Aubagne         |                 | 43° 18′ 03″ N, 5° 34′ 32″ E |
|  | • |  | Napollon Solans       | Aubagne         | Parc relais     | 43° 18′ 32″ N, 5° 34′ 29″ E |
|  | • |  | Pont de l'Étoile      | Roquevaire      | Parc relais     | 43° 19′ 30″ N, 5° 35′ 26″ E |
|  | • |  | Roquevaire            | Roquevaire      |                 | 43° 20′ 59″ N, 5° 35′ 57″ E |
|  | ■ |  | Pont-de-Joux          | Auriol          | Parc relais     | 43° 21′ 58″ N, 5° 36′ 42″ E |
|  | • |  | La Destrousse         | La Destrousse   | Parc relais     | 43° 22′ 28″ N, 5° 36′ 35″ E |
|  | • |  | La Chapelle           | La Bouilladisse |                 | 43° 23′ 39″ N, 5° 36′ 07″ E |
|  | ■ |  | La Bouilladisse       | La Bouilladisse | Parc relais     | 43° 23′ 36″ N, 5° 35′ 36″ E |

Les coordonnées sont approximatives et les noms des stations sont provisoires.